# Demidov (famiglia)

Stemma dei Principi Demidov

La Casata di Demidov, o Demidoff (in russo Демидов, al plurale Демидовы, pronuncia [dʲɪˈmʲidəf]), è una famiglia nobile originaria della Russia.
Dotati di uno spiccato senso imprenditoriale che li portò ad accumulare ingentissime ricchezze, si distinsero, prima in Russia e poi anche in Italia, per la forte propensione alle imprese filantropiche e al mecenatismo.

## Storia

### Origini
Il primo artefice della ricchezza familiare fu Demid Antuf'ev, che era un artigiano che esercitava la professione di fabbro a Tula nel XVII secolo. Suo figlio Nikita aveva continuato l'impresa paterna, specializzandosi soprattutto nella realizzazione di armi, che divennero note per la loro perfezione tecnica. Nel 1672 inventò un fucile economico che attirò addirittura l'attenzione dello zar.

### Ascesa

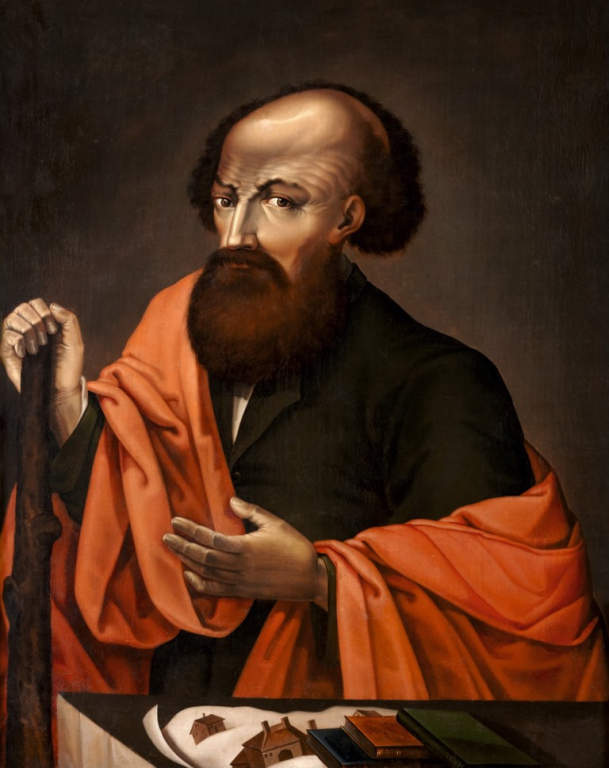
Ritratto di Nikita Demidov conservato nel Museo di Storia Regionale di Nižnij Tagil

Nel 1712 infatti Tula fu visitata da Pietro il Grande e concesse a Nikita di costruire la prima vera fabbrica d'armi in Russia, l'Arsenale di Tula, ancora attiva e conosciuta come Tul'skij oružejnyj zavod (TOZ), che divenne la principale del suo paese e permise all'Impero russo di affrancarsi dalla fornitura di armi dall'estero. La sua produzione fu fondamentale per la vittoria nella guerra contro l'Impero svedese. In ringraziamento al padre, lo zar concesse a Nikita di cambiare il proprio cognome da Antuf'ev a Demidov. Nikita divenne fornitore di armi per l'esercito imperiale russo e fu un fedele collaboratore dello zar, sostenendolo nell'impresa della fondazione di San Pietroburgo, nuova capitale dell'Impero russo.

### XVIII secolo

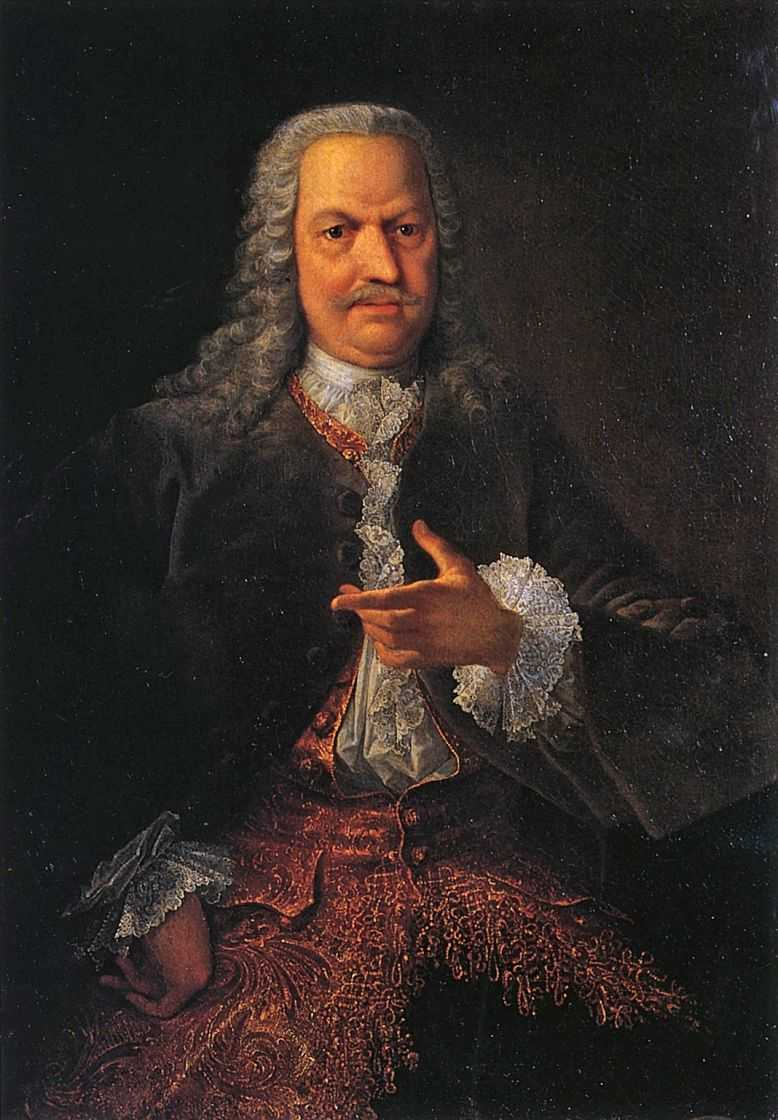
Akinfij Demidov ritratto da Georg Christoph Grooth

Ebbe quattro figli, il più grande dei quali, Akinfij, diresse le officine di Nev'jansk, ne fece costruire altre nove e scoprì le miniere d'argento dell'Altai, ottenendo coi fratelli, nel 1726, il diploma comitale di nobiltà ereditaria. Nel frattempo Tula andava diventando il più grande centro per la lavorazione dell'acciaio dell'Est europeo e nel 1724 i Demidov vi fondarono un museo delle armi, il più antico della città.
Dai tre figli di Akinfij iniziò a manifestarsi quella vena filantropica che sarà una delle costanti della storia familiare. Prokofij fondò infatti un istituto d'educazione e una serie di scuole popolari a Mosca, mentre a Pietroburgo una scuola commerciale e una cassa di prestiti, oltre a dedicarsi a numerose opere di beneficenza. Suo fratello Nikita fu un viaggiatore e un protettore delle scienze e delle arti. Grigorij era appassionato di botanica e fondò il primo giardino botanico scientifico della Russia. Suo figlio Pavel Grigor'evič fu uno degli uomini più colti della sua epoca, fondatore dell'istituto Demidov di scienze superiori (1805, più tardi liceo giuridico Demidov) e, assieme ad altri, dell'Università di Tobolsk

### Nikolaj Demidov

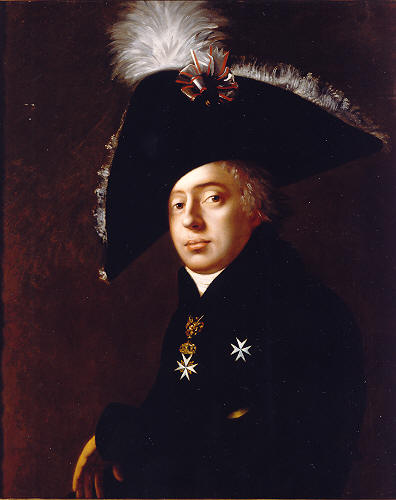
Nikolaj Demidov in un ritratto del XIX secolo

Il figlio di Nikita, Nikolaj, si distinse durante la guerra contro i turchi e poi contro Napoleone (1812), quando armò a proprie spese un intero reggimento. Munificò l'Università di Mosca di una ricca collezione di rarità e si dedicò in seguito alla carriera diplomatica: nel 1822 si recò a Firenze, che da allora divenne la patria di elezione della sua famiglia. I Demidov infatti continuavano a curare il proprio impero industriale in Russia, ma sceglievano Firenze per le vacanze e la villeggiatura. Nicolaj, instancabile collezionista di opere d'arte e finanziatore di opere umanitarie e filantropiche, aveva acquistato una sontuosa villa nella zona della chiesa di San Donato in Polverosa, chiamata appunto Villa San Donato o Villa Demidoff.

### Villa San Donato

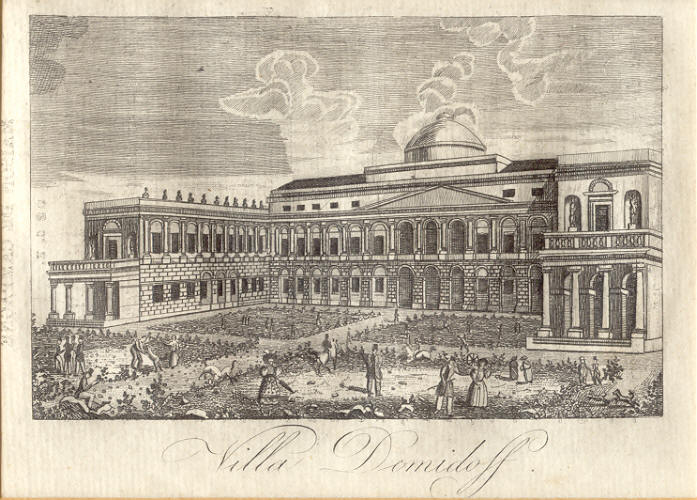
Villa San Donato (o Villa Demidoff), in una stampa del 1822

In questa fastosa dimora, un tempo circondata da un ampio parco, i Demidoff influenzarono profondamente la vita culturale cittadina, attraverso il magnifico stile di vita che vi conducevano, quasi una sfida alla nobiltà toscana di allora. Dimostrando una grande attenzione al mondo dell'arte e della cultura e raccogliendo una straordinaria collezione, favorirono la conoscenza in Toscana della pittura storica francese (Ingres, Delacroix, Delaroche) e la diffusione dell'arte applicata di altissimo livello, soprattutto nel campo del mobilio e degli object d'art, proteggendo artisti come Lorenzo Bartolini e Giuseppe Bezzuoli. La fastosa residenza, danneggiata durante la seconda guerra mondiale, è stata ristrutturata nel 2012. A Firenze Nikolaj, italianizzato in "Nicola Demidoff", fondò una scuola e un asilo infantile.

### Principi di San Donato

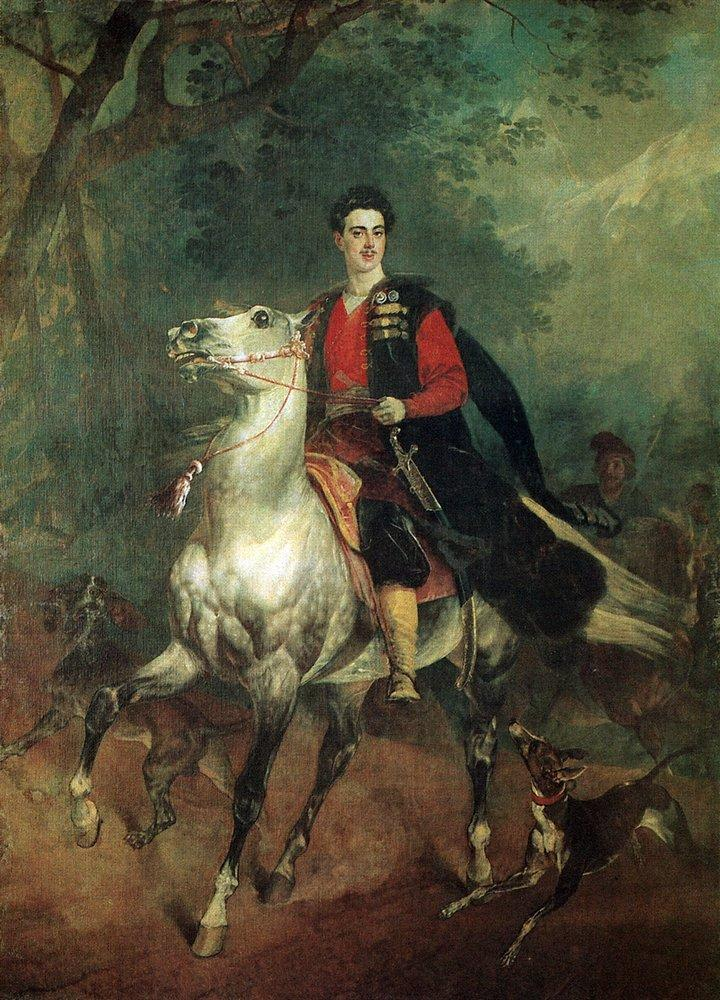
Anatolio Demidoff ritratto da Karl Pavlovič Brjullov

Suo figlio, Anatolio Demidoff, il 23 febbraio 1837 fu nominato primo principe di San Donato dal granduca Leopoldo II e il 20 ottobre 1838 ebbe il titolo di principe. Ricchissimo committente di artisti romantici, fece realizzare per Firenze un monumento al padre di Lorenzo Bartolini, che donò in seguito al comune di Firenze e che si trova in piazza Demidoff.
Nel 1840 sposò Matilde, figlia di Girolamo Bonaparte, principe di Montfort. Nel 1859 comprò la villa, già usata da Napoleone Bonaparte e, dopo averla usata come residenza, la trasformò in museo: la Villa di San Martino oggi è sede del Museo Napoleonico nell'Isola d'Elba. A Pietroburgo fondò inoltre la Casa Demidov di assistenza operaia. A suo nipote Paolo II il re d'Italia confermò nel 1872 il titolo dei principi di San Donato.

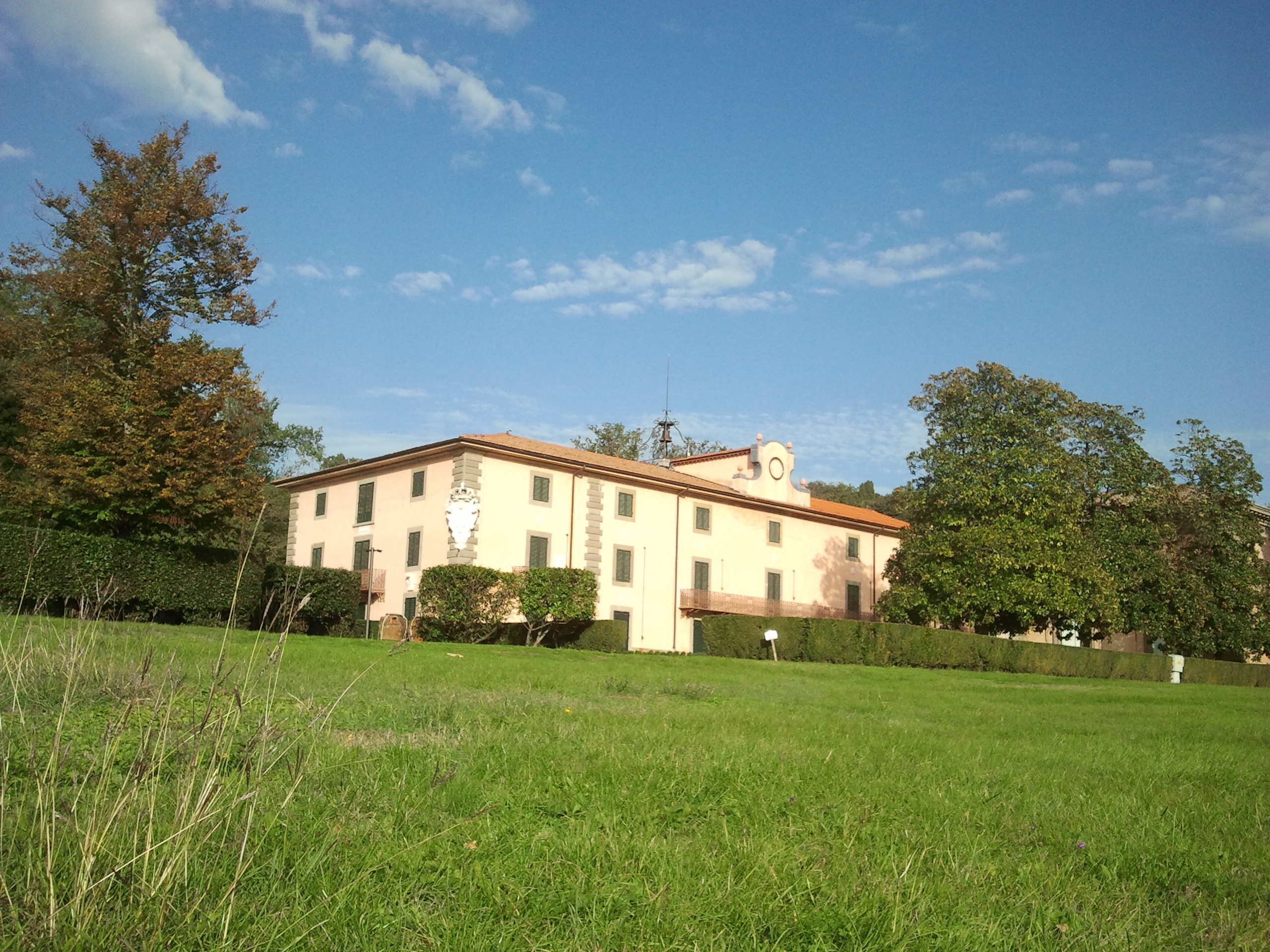
Villa Demidoff, originariamente paggeria medicea

Nel 1872 i Demidoff acquistarono dai Savoia la tenuta di Pratolino e trasformarono in una villa l'antica paggeria medicea (Villa Demidoff). L'antica villa medicea era stata abbattuta nel 1824, perché pericolante. Villa San Donato fu invece venduta all'asta nel 1880.

### Estinzione della casata
Paolo II si sposò due volte ed ebbe un figlio (Elim) dalla prima moglie e tre figli e tre figlie dal secondo matrimonio. Alla sua morte Villa Demidoff in particolare passò alla figlia Maria, che sposò Semen Semenovich Abamelek-Lazarev.
Alla morte di Maria, nel 1955, il suo patrimonio e la villa passarono a Pavle Karađorđević, principe di Jugoslavia figlio di sua sorella Aurora, che vendette parte degli arredi all'asta e, nel 1963, le proprietà di Pratolino alla Società Generale Immobiliare. Nel 1981 l'intero complesso fu acquistato dall'amministrazione provinciale di Firenze e destinato ad uso pubblico.
La linea dei Principi di San Donato si estinguerà invece alla morte di Anatole, ultimo figlio maschio di Paolo II, il quale non ebbe eredi maschi.

## Arma
Stemma: Inquartato: l'inquartatura divisa da una croce di nero: nel 1º e 4º di rosso al giglio bottonato di argento; nel 2º e 3º d'argento alla croce di rosso. Sul tutto troncato, colla fascia d'oro attraversante: in capo, d'argento a tre strumenti da minatore, di verde, ordinati in fascia; in punta, di nero al martello d'argento, manicato al naturale.
Motto: acta non verba.

## Albero genealogico – ramo dei principi di San Donato
|                                            |                                            |                    |                                 |                                                                            |                                                                            |                                                |                                                 |                                                                   |                                                                   |                       |                       |                                                               |                                                               |
|                                            |                                            |                    |                                 |                                                                            |                                                                            |                                                | Demid Antoufe'v *1624-†1664                     |                                                                   |                                                                   |                       |                       |                                                               |                                                               |
|                                            |                                            |                    |                                 |                                                                            |                                                                            |                                                |                                                 |                                                                   |                                                                   |                       |                       |                                                               |                                                               |
|                                            |                                            |                    |                                 |                                                                            |                                                                            |                                                |                                                 |                                                                   |                                                                   |                       |                       |                                                               |                                                               |
|                                            |                                            |                    |                                 |                                                                            |                                                                            |                                                | Nikita *1656-†1725                              |                                                                   |                                                                   |                       |                       |                                                               |                                                               |
|                                            |                                            |                    |                                 |                                                                            |                                                                            |                                                |                                                 |                                                                   |                                                                   |                       |                       |                                                               |                                                               |
|                                            |                                            |                    |                                 |                                                                            |                                                                            |                                                |                                                 |                                                                   |                                                                   |                       |                       |                                                               |                                                               |
|                                            |                                            |                    |                                 |                                                                            | Akinfij Nikitič *1678-†1745                                                | Akinfij Nikitič *1678-†1745                    | Grigorij Nikitič                                | Grigorij Nikitič                                                  | Nikita Nikitič                                                    | Nikita Nikitič        |                       |                                                               |                                                               |
|                                            |                                            |                    |                                 |                                                                            |                                                                            |                                                |                                                 |                                                                   |                                                                   |                       |                       |                                                               |                                                               |
|                                            |                                            |                    |                                 |                                                                            |                                                                            |                                                |                                                 |                                                                   |                                                                   |                       |                       |                                                               |                                                               |
|                                            |                                            |                    | Prokofij Akinfievič *1710-†1786 | Prokofij Akinfievič *1710-†1786                                            | Grigorij Akinfievič *1715-†1761                                            | Grigorij Akinfievič *1715-†1761                | Nikita Akinfievič *1724-†1789                   | Nikita Akinfievič *1724-†1789                                     |                                                                   |                       |                       |                                                               |                                                               |
|                                            |                                            |                    |                                 |                                                                            |                                                                            |                                                |                                                 |                                                                   |                                                                   |                       |                       |                                                               |                                                               |
|                                            |                                            |                    |                                 |                                                                            |                                                                            |                                                |                                                 |                                                                   |                                                                   |                       |                       |                                                               |                                                               |
|                                            |                                            |                    |                                 |                                                                            |                                                                            |                                                | Nikolaj Nikitič *1773-†1828 conte di San Donato |                                                                   |                                                                   |                       |                       |                                                               |                                                               |
|                                            |                                            |                    |                                 |                                                                            |                                                                            |                                                |                                                 |                                                                   |                                                                   |                       |                       |                                                               |                                                               |
|                                            |                                            |                    |                                 |                                                                            |                                                                            |                                                |                                                 |                                                                   |                                                                   |                       |                       |                                                               |                                                               |
|                                            |                                            |                    |                                 |                                                                            |                                                                            | Paolo I *1798-†1840 conte                      | Paolo I *1798-†1840 conte                       | Anatolio *1812-†1870 1º principe di San Donato ∞Matilde Bonaparte | Anatolio *1812-†1870 1º principe di San Donato ∞Matilde Bonaparte |                       |                       |                                                               |                                                               |
|                                            |                                            |                    |                                 |                                                                            |                                                                            |                                                |                                                 |                                                                   |                                                                   |                       |                       |                                                               |                                                               |
|                                            |                                            |                    |                                 |                                                                            |                                                                            |                                                |                                                 |                                                                   |                                                                   |                       |                       |                                                               |                                                               |
|                                            |                                            |                    |                                 |                                                                            |                                                                            | Paolo II *1839-†1885 2º principe di San Donato |                                                 |                                                                   |                                                                   |                       |                       |                                                               |                                                               |
|                                            |                                            |                    |                                 |                                                                            |                                                                            |                                                |                                                 |                                                                   |                                                                   |                       |                       |                                                               |                                                               |
|                                            |                                            |                    |                                 |                                                                            |                                                                            |                                                |                                                 |                                                                   |                                                                   |                       |                       |                                                               |                                                               |
| Elim *1868-†1943 3º principe di San Donato | Elim *1868-†1943 3º principe di San Donato | Nikita *1872-†1874 | Nikita *1872-†1874              | Aurora *1873-†1904 1∞Arsen Karađorđević 2∞Nicola Giovanni Maria di Noghera | Aurora *1873-†1904 1∞Arsen Karađorđević 2∞Nicola Giovanni Maria di Noghera | Anatole *1874-†1943 4º principe di San Donato  | Anatole *1874-†1943 4º principe di San Donato   | Maria *1877-†1955 ∞Semen Semenovich Abamelek-Lazarev              | Maria *1877-†1955 ∞Semen Semenovich Abamelek-Lazarev              | Paolo III *1879-†1909 | Paolo III *1879-†1909 | Elena *1884-†1959 1∞Alessandro Schouvalov 2∞Nicolas A. Pavlov | Elena *1884-†1959 1∞Alessandro Schouvalov 2∞Nicolas A. Pavlov |
|                                            |                                            |                    |                                 |                                                                            |                                                                            |                                                |                                                 |                                                                   |                                                                   |                       |                       |                                                               |                                                               |
|                                            |                                            |                    |                                 |                                                                            |                                                                            |                                                |                                                 |                                                                   |                                                                   |                       |                       |                                                               |                                                               |
|                                            |                                            |                    |                                 | Elena *1901-†1970                                                          | Elena *1901-†1970                                                          | Eugenia *1902-†1955                            | Eugenia *1902-†1955                             | Aurora *1909-†1944                                                | Aurora *1909-†1944                                                |                       |                       |                                                               |                                                               |

## Architetture
- Cappella Demidoff di Bagni di Lucca
- Cappella Demidoff di San Donato
- Palazzo Demidoff-Amici
- Piazza Demidoff
- Villa Demidoff di Novoli
- Villa Demidoff di Vaglia